# Libanonethes
Libanonethes är ett släkte av kräftdjur. Libanonethes ingår i familjen Trichoniscidae.
Kladogram enligt Catalogue of Life:
| Libanonethes | \| \| Libanonethes novus \| \| \| \| \| \| Libanonethes probosciferus \| \| \| \| |
|              | \| \| Libanonethes novus \| \| \| \| \| \| Libanonethes probosciferus \| \| \| \| |
|              | Libanonethes novus                                                                |
|              |                                                                                   |
|              | Libanonethes probosciferus                                                        |
|              |                                                                                   |